# اسپرسی ایلامی
اسپرسی ایلامی، اسپرسی بویراحمدی (نام علمی: Hedysarum elymaiticum) نام یک گونه از سرده اسپرسی است.